# Sinotherium
Sinotherium ("bestia china") es un género extinto de rinocerontes de la subfamilia de los elasmoterinos de dos cuernos que vivieron a finales del Mioceno (Tortoniense - Messiniense) a inicios del Plioceno en lo que ahora es Asia. Fue un género antecesor de Elasmotherium demostrando una muy importante transición evolutiva de los elasmoterinos con cuernos nasales a los que tenían cuernos frontales. Sus fósiles se han encontrado en la Formación Karabulak de Kazajistán, junto con dientes y una mandíbula hallados en Mongolia, y un cráneo parcial procedente de la Formación Liushu en el oeste de China. Sinotherium divergió de su género antecesor Iranotherium, encontrado originalmente en Irán, durante el Mioceno. Algunos expertos prefieren incluir a Sinotherium y a Iranotherium dentro de Elasmotherium.

## Descubrimiento, historia y taxonomía

### Especies
La especie tipo de Sinotherium es S. lagrelii. También se conoce una especie adicional de la depresión de Zaisan en Kazajistán llamada S. zaisanensis, aunque se ha cuestionado su validez.

### Descubrimiento
Los hallazgos de Sinotherium son más bien raros y fragmentarios. Los primeros fósiles, que llevaron a la descripción científica de este género, salieron a la luz a principios del siglo XX y fueron descubiertos por JG Andersson en el distrito de Baodeen en la provincia china de Shanxi, en depósitos del Mioceno superior. Estos consistían principalmente de dientes aislados, pero además había un fragmento de maxilar con la serie dental preservada desde el segundo premolar hasta el penúltimo molar y un fragmento de mandíbula. También se realizó un hallazgo en el noroeste de Mongolia cerca de Chono-Khariakha, consistente en una mandíbula bien preservada de 72 centímetros de longitud que data de inicios del Plioceno. Otros hallazgos individuales provienen de Kazajistán, incluyendo una parte posterior de un cráneo con parte de los dientes y varios elementos del esqueleto postcraneal. El cráneo más completo a la fecha fue hallado en el área superior de la formación Liushu cerca de Houaigou en el distrito de Guanghe de la provincia de Gansu. La formación Liushu tiene cerca de 100 metros de grosor y se extiende por sobre la cuenca de Linxia. Esta sección se ha datado entre hace 7 a 6.4 millones de años y por lo tanto pertenece al final del Mioceno. Los depósitos geológicos de la cuenca de Linxia ya han producido numerosos fósiles bien preservados de rinocerontes, incluyendo a varios representantes de los elasmoterinos. Al cráneo solo le hace falta parte del hocico y proporciona evidencia de la localización de los cuernos en Sinotherium.

## Descripción

### Cráneo y cuerno

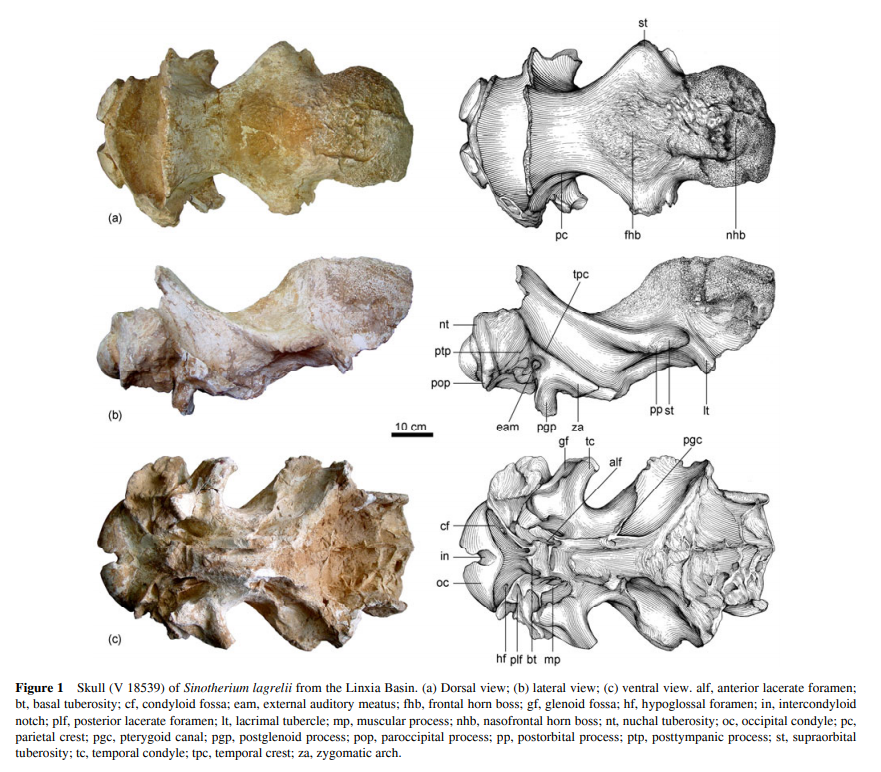
Cráneo de Sinotherium IVPP V 18539.

Los cuernos de los más antiguos elasmoterinos estaban presentes sobre sus huesos nasales (la nariz), mientras que el cuerno del posible descendiente de Sinotherium, Elasmotherium se presenta en sus frontales, es decir en su frente. Sinotherium muestra una condición única en la cual su cuerno estaba dispuesto en una posición "naso-frontal" intermedia. Esto representa el desplazamiento del cuerno desde su posición nasal ancestral hacia la posición frontal derivada, dando eventualmente como resultado la posición completamente restringida a la frente característica de Elasmotherium.
Además de su cuerno nasofrontal, Sinotherium también presenta un a rugosidad en su frente, justo por detrás del cuerno nasofrontal, lo cual puede implicar que el animal tenía dos cuernos.

## Paleobiología

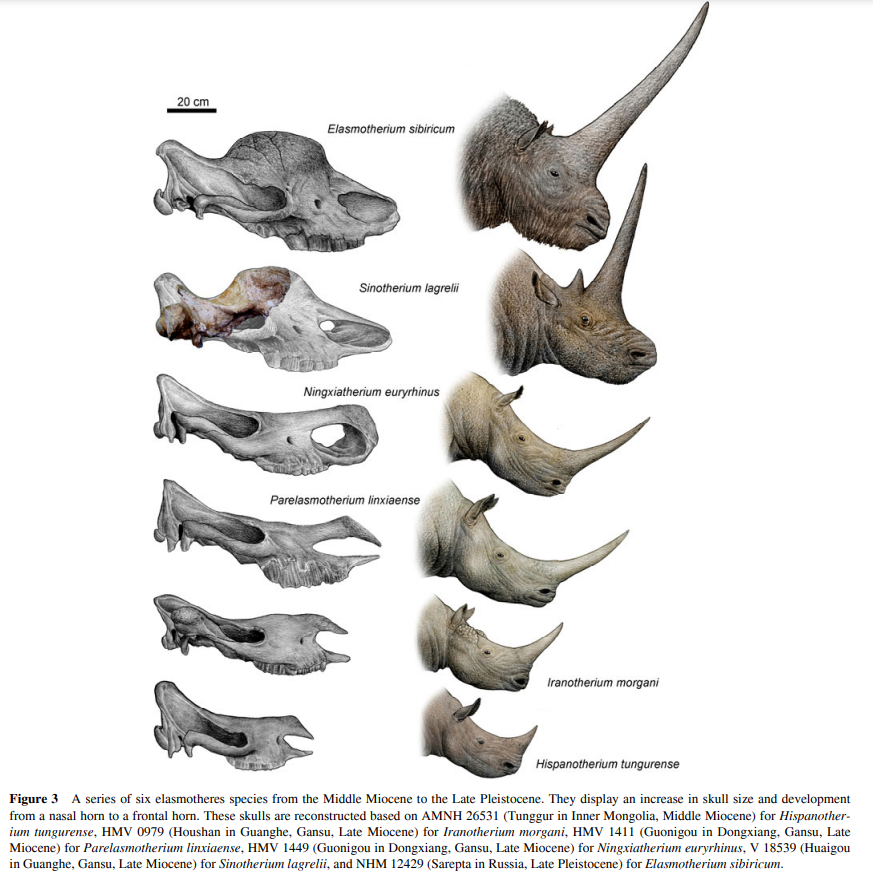
Reconstrucción de la evolución craneal de los elasmoterinos por Chen Yu. Ilustración de Deng et al., 2013.

### Evolución
Los primeros géneros de elasmoterinos del linaje que condujo a Elasmotherium tenían un cráneo dolicocéfalo el cual poseía un cuerno que crecía en su nariz, tal y como en los rinocerótidos actuales; sin embargo, Elasmotherium era el único miembro del grupo con un cráneo braquicéfalo que tenía un cuerno sobresaliendo desde su frente. La transición entre este estado del cuerno en posición nasal hacia la frontal en los elasmoterinos permaneció desconocida hasta 2012, cuando fueron descritos los primeros restos del cráneo de Sinotherium lagrelii, (el espécimen IVPP V 18539, un cráneo parcial alojado en el Instituto de Paleontología de Vertebrados y Paleoantropología de la Academia China de Ciencias en Pekín), el cual indicaba cómo ocurrió la transición entre ambas configuraciones de cuernos como en los géneros basales como Ningxiatherium a Elasmotherium.

## Distribución y Paleoecología
Sinotherium apareció inicialmente a finales del Mioceno, ocupando regiones del este y centro de Asia, pero restos datados del Plioceno inicial se han hallado desde el oriente asiático a tan lejos como la depresión Kumo-Manych del suroeste de Rusia. Esto mostraría que al inicio del Plioceno (hace 5.3–4.8 millones de años), Sinotherium había expandido significativamente su rango hacia el occidente.

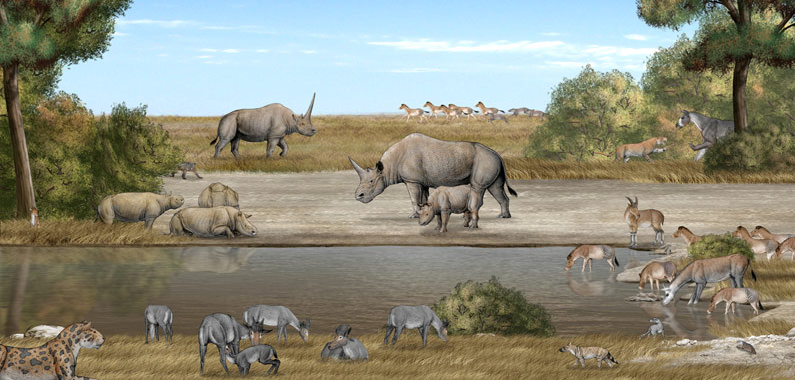
Reconstrucción del ecosistema de la formación Liushu por Chen Yu. Ilustración de Deng et al., 2013.

En China, la especie S. lagrelii se conoce en depósitos de hace 7 millones de años de las arcillas rojas del Mioceno tardío de la paleobiota de la formación Liushu Formation, en la que se ha encontrado al oso Ursavus sp., al mustélido similar al tejón Parataxidea sinensis, tres hienas (Hyaenictitherium wongii, H. hyaenoides e Ictitherium sp.), tres félidos (Amphimachairodus giganteus, Metailurus major y Felis sp.), al calicotérido Ancylotherium sp., el équido de tres dedos Hipparion coelophyes, al ciervo Dicrocerus sp., el jiráfido Palaeotragus microdon, y a dos bóvidos (Sinotragus wimani y Protoryx sp.). Entre estos mamíferos, la combinación de H. coelophyes, S. wimani y Protoryx sp. apoyan fuertemente la edad de finales del Mioceno. Análisis de polen de la formación Liushu Formation muestran que los pastos se habían incrementado significativamente y se volvieron dominantes, especialmente los pastos xerófilos y subxerófilos, junto con algunas plantas de hojas anchas de zonas templadas y cálidas, sugiriendo que la vegetación de la formación Liushu pertenecía a un ambiente semiárido o una estepa árida.
En Kazajistán, Sinotherium zaisanensis aparece en la formación Karabulak, que data de hace 6.3–6.5 millones de años (finales del Mioceno). Allí coexistió con cuatro caniformes (Martes sp., Promeles sp., Plesiogulo crassa e Indarctos punjabiensis), tres feliformes (Adcrocuta eximia, Hyaenictitherium hyaenoides orlovi y Amphimachairodus kurteni), tres otros perisodáctilos (Hipparion hippidiodus, H. elegans y Chilotherium sp.), y seis artiodáctilos (Cervavitus novorossiae, Procapreolus latifrons, Samotherium cf. irtyshense, Paleotragus (Yuorlovia) asiaticus, Tragoportax sp. y Gazella dorcadoides). El clima en el que vivió Sinotherium zaisanensis era templado y árido, correspondiente a un hábitat de amplias estepas abiertas.